# 151 (число)
151 (сто пятьдесят один) — натуральное число, расположенное между числами 150 и 152.

## Математика
- 36-е простое число, вместе с предыдущим простым числом 149 образует пару простых чисел-близнецов, также является простым числом-палиндромом[1] (см. также Палиндром).
- 151 является нечётным трёхзначным числом.
- Сумма цифр числа 151 — 7.
- Произведение цифр этого числа — 5.
- Квадрат числа 151 — 22801.
- Является центрированным десятиугольным числом[2].
- Одно из счастливых чисел[3].
- Входит в последовательность Падована[4].

## Прочее
- IQ 151 — чехословацкий персональный компьютер